# حفرة وداجية
الحفرة الوداجية هي انخفاض عميق في الجزء الأسفل من قاعدة الجمجمة، وموجودة بالتحديد في أسفل العظم الصدغي وخلف النفق السباتي والمسال القوقعي. يختلف حجمها وعمقها حسب الجمجمة. تضم الحفرة انتفاخ الوريد الوداجي الغائر.
يمر الفرع الطبلي للعصب البلعومي اللساني من خلال نُفيق دقيق خلف الطبلة تقع في الارتفاع العظمي الموجود بين الحفرة الوداجية والنفق السباتي.
يقع النفيق الخشائي في الجزء الجانبي من الحفرة الوداجية والذي يدخل منه الفرع السمعي من العصب الحائر.
توجد منطقة رباعي الشكل خلف الحفرة الوداجية وهي السطح الوداجي مغطاة بغضروف يتمفصل من هذه المنطقة البروز الوداجي للعظم القذالي.

## صور إضافية

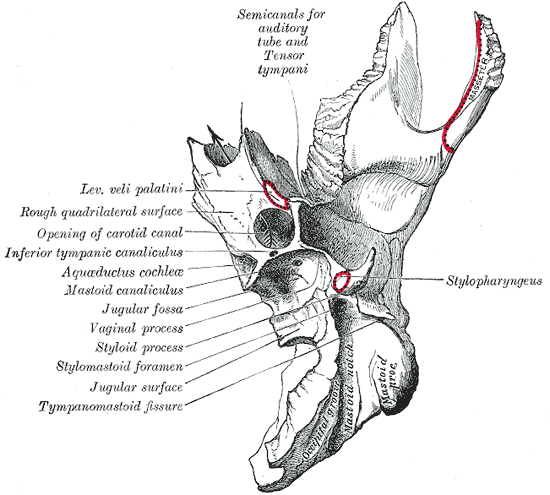
السطح السفلي ليسار العظم الصدغي، (الحفرة الوداجية مؤشرة سادسا من الأسفل)
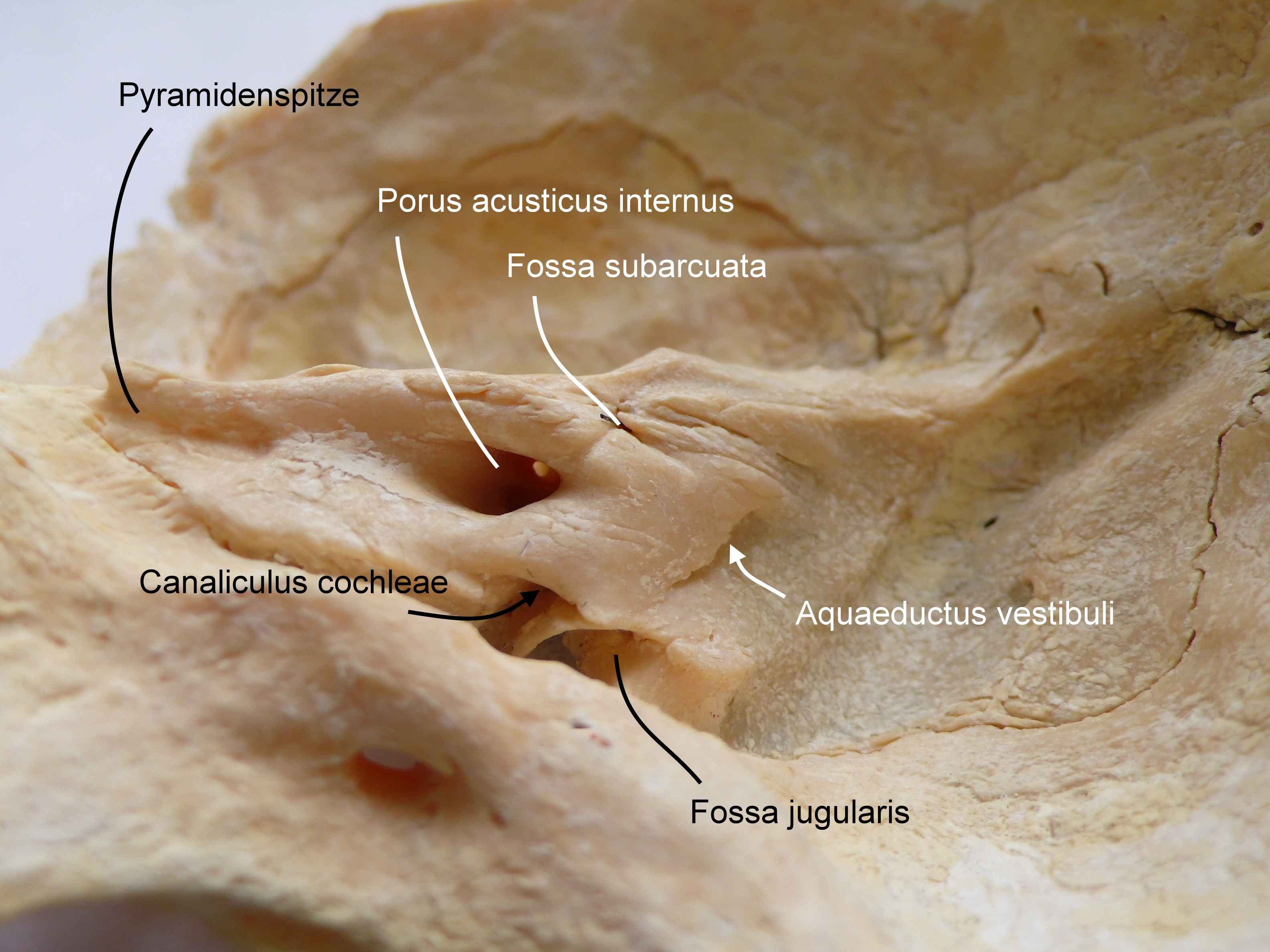
العظم الصدغي